# Karl Adolph Lommatzsch
Karl Adolph Lommatzsch (* 16. August 1833 in Laubegast; † 6. September 1901 in Radebeul) war ein sächsischer Generalmajor.

## Leben
Karl Adolph Lommatzsch besuchte die katholische Hauptschule in Dresden, ab 1847 zunächst das Dresdner Polytechnikum und entschied sich durch die revolutionären Umstände im Königreich Sachsen für eine Militärlaufbahn, wonach er 1849 zum Volontärkadetten beim Königlich-Sächsischen Kadettenkorps ernannt wurde. Nach kurzer Erziehung wurde er als 17-Jähriger und Portepéejunker dem 4. Schützenbataillon übergeben, wobei er am 1. Mai 1852 unter Beförderung zum Sekondelieutenant seine Versetzung zur Brigade „Albert“. In diesem Verband durchlief er zunächst eine typische militärische Laufbahn und stieg 1858 zum Oberleutnant sowie 1862 zum Adjutanten beim 2. Bataillon der Brigade auf.
Lommatzsch beteiligte sich in dem 7000 Mann starken sächsischen Kontingent unter Generalmajor Bernhard von Schimpff an der Bundesexekution gegen die Herzogtümer Holstein und Lauenburg von 1863 und kehrte nachfolgend wieder in das Königreich Sachsen zurück. Nach Ausbruch des Krieges gegen Preußen rückte er mit der 1. Infanterie-Brigade „Kronprinz“ unter Oberst Emil Bernhard von Boxberg nach Böhmen aus, um sich der österreichischen Armee anzuschließen. Er nahm innerhalb des Konfliktes an der Schlacht bei Gitschin am 29. Juni 1866, wo sein Pferd unter seinem Leibe erschossen wurde. Nach zahlreichen schweren Verlusten übernahm er vom verwundeten Brigade-Adjutanten Erwin von Minckwitz dessen Stellung ein und war bis zur Schlacht von Königgrätz in dieser Eigenschaft. Während des gesamten Konfliktes wurde er mit dem Orden der Eisernen Krone mit der Kriegsdekoration ausgezeichnet.
Durch die Niederlage des Königreich Sachsen und der anschließenden Neuorganisation der sächsischen Armee wurde er unter Beförderung zum Hauptmann dem sogenannten Lehr-Bataillon zugeteilt, dem er bis zu seiner Auflösung angehörte und nachfolgend als Kompaniechef der 6. Kompanie zum neuerrichteten Infanterie-Regiment „König Ludwig III. von Bayern“ (3. Königlich Sächsisches) Nr. 102 abkommandiert. Hauptmann Lommatzsch rückte nach Ausbruch des Krieges gegen Frankreich mit seiner Kompanie an die Front und beteiligte zunächst in der Reserve und nahm darauf an der Schlacht von Sedan teil. Nachfolgend nahm er an der Belagerung von Paris teil und kehrte mit dem Eisernen Kreuz ausgezeichnet in die Heimat zurück.
Im Frühjahr 1872 wurde er unter Beförderung zum Major in das Infanterie-Regiment „Kronprinz“ (5. Königlich Sächsisches) Nr. 104 in Chemnitz versetzt, wobei er schon nach einigen Monaten als Bataillonskommandeur des I. Bataillon in sein altes Regiment zurückkehrte. Er verblieb die weiteren Jahre im Regiment, stieg 1878 zum Oberstleutnant auf und wurde am 1. April 1881 zwecks Errichtung des 10. Infanterie-Regiment Nr. 134 als Regimentskommandeur und Oberst in dieses versetzt. Bei der Kaiserparade 1882 wurde er von Kaiser Wilhelm I. ausdrücklichst gelobt, welcher ihn mit dem preußischen Kronenorden 2. Klasse auszeichnete. Auch der sächsische König zeichnete ihn für seine Verdienste mit dem Ritterkreuz des sächsischen Verdienstordens aus. 1887 wurde er als Generalmajor zum Brigadekommandeur der 63. Infanterie-Brigade ernannt, obwohl er schon nach kurzer Zeit aufgrund asthmatischer Leiden gezwungen war, seinen Abschied aus dem militärischen Dienst zu nehmen. Er wurde deshalb 1889 unter Genehmigung seines Abschiedsgesuches mit dem Komturkreuz I. Klasse des Albrechtsordens mit Stern ausgezeichnet und zur Disposition gestellt.
Im Ruhestand wohnte er in Radebeul und widmete sich der Förderung des Militärvereinswesens in seiner Region. Er wurde am 9. September 1901 auf dem katholischen Friedhof in Friedrichstadt begraben.